# Leo Walta
Leo Walta né le 24 juin 2003 à Vantaa en Finlande, est un footballeur finlandais. Il évolue au poste de milieu central au FC Nordsjælland.

## Biographie

### En club
Né à Vantaa en Finlande, Leo Walta est notamment formé par le HJK Helsinki. Le 2 septembre 2019 il rejoint le Danemark afin de s'engager en faveur du FC Nordsjælland. Dans un premier temps il est intégré à l'équipe U19 du club.
Le 14 juillet 2021, Walta prolonge son contrat avec le FC Nordsjælland et est définitivement promu en équipe première.
Le 31 janvier 2023, Walta est prêté jusqu'à la fin de la saison au HB Køge.
Le 1er août 2023, Leo Walta rejoint le Mjällby AIF sous la forme d'un prêt jusqu'à la fin de l'année,.
Le 18 septembre 2023, Walta se fait remarquer en inscrivant ses deux premiers buts pour le Mjällby AIF, à l'occasion d'un match de championnat face à l'IFK Norrköping. Titulaire, il donne la victoire à son équipe avec son doublé (0-2 score final) ,.

### En sélection
Leo Walta est sélectionné avec l'équipe de Finlande des moins de 17 ans de 2019 à 2020. Il joue un total de douze matchs avec cette sélection.
Walta joue son premier match avec l'équipe de Finlande espoirs le 3 septembre 2021, contre l'Estonie. Il entre en jeu et son équipe s'impose par trois buts à zéro.